# Initiative populaire « Abaissement de l'âge donnant droit aux prestations de l'AVS »
L'initiative populaire  « Abaissement de l'âge donnant droit aux prestations de l'AVS » est une initiative populaire fédérale suisse, rejetée par le peuple et les cantons le 26 février 1978.

## Contenu
L'initiative demande la modification de l'article 34quater de la Constitution fédérale pour changer l'âge auquel les Suisses ont le droit à une rente AVS à 60 ans révolus pour les hommes et 58 ans révolus pour les femmes.
Le texte complet de l'initiative peut être consulté sur le site de la Chancellerie fédérale.

## Déroulement

### Contexte historique
Depuis l'introduction de l'assurance-vieillesse et survivants en 1948, l'âge de la retraite est fixé à 65 ans pour les hommes. Pour les femmes, la limite a été initialement fixée à 65 ans, puis abaissée à 63 ans en 1957 et à 62 ans en 1964.
Lors de la préparation à la 9e révision de cette assurance en 1976, le Conseil fédéral a proposé de relever l'âge de la retraite des femmes de 60 à 62 ans pour l'octroi d'une rente de vieillesse pour couple.

### Récolte des signatures et dépôt de l'initiative
La récolte des 50 000 signatures nécessaires a débuté à la fin du mois d'avril 1974, la date exacte n'ayant pas été conservée. L'initiative a été déposée le 10 avril de l'année suivante à la chancellerie fédérale qui l'a déclarée valide le 25 avril.

### Discussions et recommandations des autorités
Le parlement et le Conseil fédéral recommandent le rejet de cette initiative. Dans son rapport aux chambres fédérales, le gouvernement ne juge cette initiative réalisable qu'au prix d'une augmentation des cotisations AVS de 3 % ou d'une réduction d'un quart des prestations. De plus, il met en avant plusieurs autres problèmes découlant de l'abaissement de l'âge de la retraite, en particulier sur les cotisations du 2e pilier qui serait également touché par cette mesure.

### Votation
Soumise à la votation le 26 février 1978, l'initiative est refusée par la totalité des 19 6/2 cantons et 79,4 % des suffrages exprimés. Le tableau ci-dessous détaille les résultats par cantons :
Il manque à ces valeurs les résultats de la commune de Moutier dans laquelle des urnes ont été volées.

## Effets
Après le refus de cette proposition suivi de celui, le 10 avril 1985 de l'initiative populaire « visant à abaisser à 62 ans pour les hommes et à 60 ans pour les femmes l'âge donnant droit à la rente AVS », la limite d'âge est revue lors de la 10e révision de l'AVS approuvée en 1994 : les hommes doivent travailler jusqu'à 65 ans révolus alors que l'âge de la retraite des femmes doit être relevé progressivement de 62 à 63 ans en 2001, puis à 64 ans en 2005 ; en contrepartie, une retraite anticipée, avec une diminution de prime, est créée.
Dans le cadre de cette révision, trois initiatives sont déposées sur ce sujet : l'initiative populaire « pour un assouplissement de l'AVS - contre le relèvement de l'âge de la retraite des femmes », l'initiative populaire « pour la 10e révision de l'AVS sans relèvement de l'âge de la retraite » présentée par l'Union syndicale suisse et l'initiative populaire « pour une retraite à la carte dès 62 ans, tant pour les femmes que pour les hommes » présentée par le Parti écologique suisse. Aucune des trois initiatives ne seront cependant acceptée en votation.